# Rprop

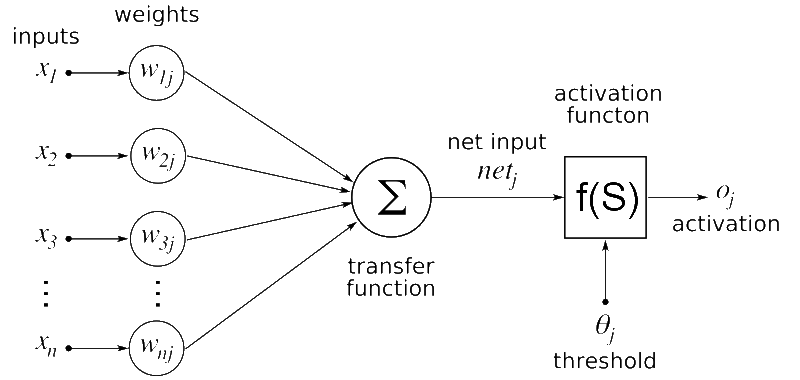
Neurona artificial que consisteix en dendrites, axó i funció llindar

Rprop, abreviatura de resilient retropropagació (propagació cap enrere resilient), és una forma heurística d'aprenentatge per a l'aprenentatge supervisat en xarxes neuronals artificials amb retroalimentació. Aquest és un algorisme d'optimització de primer ordre. Aquest algoritme va ser creat per Martin Riedmiller i Heinrich Braun el 1992.
De manera similar a la regla d'actualització de Manhattan, Rprop només té en compte el signe de la derivada parcial sobre tots els patrons (no la magnitud) i actua independentment sobre cada "pes". Per a cada pes, si hi ha hagut un canvi de signe de la derivada parcial de la funció d'error total en comparació amb l'última iteració, el valor d'actualització per a aquest pes es multiplica per un factor η−, on η− < 1. Si l'última iteració va produir el mateix signe, el valor d'actualització es multiplica per un factor de η+, on η+ > 1. Els valors d'actualització es calculen per a cada pes de la manera anterior i, finalment, cada pes es modifica pel seu propi valor d'actualització, en la direcció oposada a la derivada parcial d'aquest pes, per tal de minimitzar la funció d'error total. η+ s'estableix empíricament a 1,2 i η− a 0,5.
Rprop pot resultar en increments o decrements de pes molt grans si els gradients són grans, cosa que és un problema quan s'utilitzen mini-lots en lloc de lots complets. RMSprop soluciona aquest problema mantenint la mitjana mòbil dels gradients quadrats per a cada pes i dividint el gradient per l'arrel quadrada de la mitjana quadràtica.
RPROP és un algorisme d'actualització per lots. Juntament amb l'algoritme de correlació en cascada i l'algoritme de Levenberg-Marquardt, Rprop és un dels mecanismes d'actualització de pesos més ràpids.

## Variacions
Martin Riedmiller va desenvolupar tres algoritmes, tots anomenats RPROP. Igel i Hüsken els van assignar noms i van afegir una nova variant:
1. RPROP+ es defineix a Un mètode adaptatiu directe per a un aprenentatge de retropropagació més ràpid: l'algoritme RPROP.
2. RPROP − es defineix a Aprenentatge supervisat avançat en perceptrons multicapa – de la retropropagació als algoritmes d'aprenentatge adaptatiu. El retrocés s'elimina de RPROP+.
3. iRPROP − es defineix a Rprop – Descripció i detalls d'implementació  i va ser reinventat per Igel i Hüsken.  Aquesta variant és molt popular i la més senzilla.
4. iRPROP+ es defineix a Improving the Rprop Learning Algorithm i és molt robust i normalment més ràpid que les altres tres variants.